# العلاقات الأسترالية الإثيوبية
العلاقات الأسترالية الإثيوبية هي العلاقات الثنائية التي تجمع بين أستراليا وإثيوبيا.

## مقارنة بين البلدين
هذه مقارنة عامة ومرجعية للدولتين:
| وجه المقارنة                                              | أستراليا                                   | إثيوبيا                        |
| --------------------------------------------------------- | ------------------------------------------ | ------------------------------ |
| المساحة (كم2)                                             | 7.69 مليون                                 | 1.10 مليون                     |
| عدد السكان (نسمة)                                         | 24.51 مليون                                | 104.96 مليون                   |
| الكثافة السكانية (ن./كم²)                                 | 3.19                                       | 95.42                          |
| العاصمة                                                   | كانبرا، ملبورن                             | أديس أبابا                     |
| اللغة الرسمية                                             | لغة إنجليزية                               | اللغة الأمهرية                 |
| العملة                                                    | دولار أسترالي، جنيه إسترليني، جنيه أسترالي | بير إثيوبي                     |
| الناتج المحلي الإجمالي (بليون دولار)                      | 1.32 تريليون                               | 80.56 مليار                    |
| الناتج المحلي الإجمالي (تعادل القوة الشرائية) بليون دولار | 1.10 تريليون                               | 161.90 مليار                   |
| الناتج المحلي الإجمالي الاسمي للفرد دولار أمريكي          | 56.31 ألف                                  | 619                            |
| الناتج المحلي الإجمالي للفرد دولار أمريكي                 | 45.92 ألف                                  | 1.50 ألف                       |
| مؤشر التنمية البشرية                                      | 0.939                                      | 0.442                          |
| رمز المكالمات الدولي                                      | +61                                        | +251                           |
| رمز الإنترنت                                              | .au                                        | .et                            |
| المنطقة الزمنية                                           |                                            | ت ع م+03:00، توقيت شرق أفريقيا |

## منظمات دولية مشتركة
يشترك البلدان في عضوية مجموعة من المنظمات الدولية، منها:
| علم المنظمة | اسم المنظمة                        | تاريخ انضمام أستراليا | تاريخ انضمام إثيوبيا |
| ----------- | ---------------------------------- | --------------------- | -------------------- |
|             | الاتحاد البريدي العالمي            | ?                     | ?                    |
|             | مؤسسة التنمية الدولية              | 24 سبتمبر 1960        | 11 أبريل 1961        |
|             | منظمة حظر الأسلحة الكيميائية       | ?                     | ?                    |
|             | الأمم المتحدة                      | 1 نوفمبر 1945         | 13 نوفمبر 1945       |
|             | وكالة ضمان الاستثمار متعدد الأطراف | 10 فبراير 1999        | 13 أغسطس 1991        |
|             | منظمة الشرطة الجنائية الدولية      | ?                     | ?                    |
|             | مؤسسة التمويل الدولية              | 20 يوليو 1956         | 20 يوليو 1956        |
|             | البنك الدولي للإنشاء والتعمير      | 5 أغسطس 1947          | 27 ديسمبر 1945       |
|             | الاتحاد الدولي للاتصالات           | 27 مايو 1878          | 20 فبراير 1932       |
|             | الفريق المعني برصد الأرض           | ?                     | ?                    |
|             | يونسكو                             | 4 نوفمبر 1946         | 1 يوليو 1955         |

## وصلات خارجية
- موقع وزارة الخارجية الأسترالية
- موقع وزارة الخارجية الإثيوبية